# Championnat de France FFSA GT 1998
Navigation
édition précédente édition suivante
Le Championnat de France FFSA GT 1998 est la seconde édition du championnat.

## Engagés
| Équipe                       | Voiture                        | No. | Pilote               | Cat. | Manches |
| ---------------------------- | ------------------------------ | --- | -------------------- | ---- | ------- |
| Larbre Compétition           | Porsche 911 GT2                | 1   | Patrice Goueslard    | GT2  | toutes  |
| Larbre Compétition           | Porsche 911 GT2                | 1   | Marc Sourd           | GT2  | toutes  |
| Larbre Compétition           | Porsche 911 GT2                | 7   | Pierre Yver          | GT2  | 1-4     |
| Larbre Compétition           | Porsche 911 GT2                | 7   | Jean-Pierre Malcher  | GT2  | 2-5     |
| Larbre Compétition           | Porsche 911 GT2                | 7   | Jean-Luc Chéreau     | GT2  | 1,5     |
| Larbre Compétition           | Porsche 964 Carrera Cup        | 65  | Jean-Louis Miloé     | GT4  | 5       |
| Larbre Compétition           | Porsche 964 Carrera Cup        | 65  | Jérôme Miloé         | GT4  | 5       |
| Sonauto-Levallois            | Porsche 911 GT2                | 2   | Jean-Pierre Jarier   | GT2  | toutes  |
| Sonauto-Levallois            | Porsche 911 GT2                | 2   | François Lafon       | GT2  | toutes  |
| VBM                          | VBM 4000 GTC                   | 3   | Patrick Bornhauser   | GT2  | toutes  |
| VBM                          | VBM 4000 GTC                   | 3   | Olivier Thévenin     | GT2  | 3-6     |
| Alméras Frères               | Porsche 911 GT2                | 4   | Roland Bervillé      | GT2  | 1,3-6   |
| Michel Nourry                | Porsche 911 GT2                | 6   | Michel Nourry        | GT2  | 1,5-6   |
| Michel Nourry                | Porsche 911 GT2                | 6   | Thierry Perrier      | GT2  | 1       |
| Michel Nourry                | Porsche 911 GT2                | 6   | Frédéric Dedours     | GT2  | 5       |
| Michel Nourry                | Porsche 911 GT2                | 6   | Tiago Monteiro       | GT2  | 6       |
| Michel Nourry                | Porsche 993 Supercup           | 38  | Alain Salles         | GT3  | 1,3-4   |
| Michel Nourry                | Porsche 993 Supercup           | 38  | Frédéric Davy        | GT3  | 1,3-4   |
| Pierre Schreiber             | Ferrari F40 GTE                | 8   | Pierre Schreiber     | GT2  | 3-4     |
| Pierre Schreiber             | Ferrari F40 GTE                | 8   | Patrick Herbert      | GT2  | 3-4     |
| DAMS                         | Lamborghini Diablo GT2         | 9   | Luigi Moccia         | GT2  | 1-2     |
| DAMS                         | Lamborghini Diablo GT2         | 9   | Emmanuel Clérico     | GT2  | 1-2     |
| Michael Martin               | Porsche 911 GT2                | 10  | Michael Martin       | GT2  | 2       |
| Michael Martin               | Porsche 911 GT2                | 10  | Claudia Hürtgen      | GT2  | 2       |
| Manthey Racing               | Porsche 911 GT2                | 11  | Michael Eschmann     | GT2  | 2,4     |
| Manthey Racing               | Porsche 911 GT2                | 11  | Paul Hulverscheid    | GT2  | 2,4     |
| Seikel Motorsport            | Porsche 911 GT2                | 14  | Bernard Schwach      | GT2  | 2,4     |
| Seikel Motorsport            | Porsche 911 GT2                | 14  | Michel Ligonnet (de) | GT2  | 2       |
| Seikel Motorsport            | Porsche 911 GT2                | 14  | Fred Rosterg         | GT2  | 4       |
| Obermaier                    | Porsche 911 GT2                | 15  | Otto Altenbach       | GT2  | 2,6     |
| Josef Kalder                 | Porsche 911 GT2                | 16  | Josef Kalder         | GT2  | 2       |
| JCB Racing                   | Venturi 600 LM                 | 17  | Jean-Claude Basso    | GT2  | 5       |
| Aimé Pouly                   | Porsche 911 GT2                | 18  | Aimé Pouly           | GT2  | 4-6     |
| Aimé Pouly                   | Porsche 911 GT2                | 18  | Philippe Favre (en)  | GT2  | 4-6     |
| Callaway Schweiz             | Callaway Corvette              | 19  | Kurt Huber           | GT2  | 4       |
| Paul Belmondo Racing         | Porsche 911 GT2                | 20  | Marc Rostan          | GT2  | 5       |
| Paul Belmondo Racing         | Porsche 911 GT2                | 20  | Francis Werner       | GT2  | 5-6     |
| Paul Belmondo Racing         | Porsche 911 GT2                | 20  | Jacques Piattier     | GT2  | 6       |
| Paul Belmondo Racing         | Porsche 996 GT3 Cup            | 58  | Claude-Yves Gosselin | GT3  | 5-6     |
| Paul Belmondo Racing         | Porsche 996 GT3 Cup            | 58  | Paul Belmondo        | GT3  | 5-6     |
| Paul Belmondo Racing         | Porsche 996 GT3 Cup            | 59  | Marc Rostan          | GT3  | 6       |
| Paul Belmondo Racing         | Porsche 996 GT3 Cup            | 59  | Frédéric Davy        | GT3  | 6       |
| Simmenauer 917 Racing Team   | Porsche 911 GT2                | 21  | Bernard Simmenauer   | GT2  | 5-6     |
| Simmenauer 917 Racing Team   | Porsche 911 GT2                | 21  | Patrick Brisset      | GT2  | 5-6     |
| Gérard McQuillan             | Porsche 911 GT2                | 22  | Gérard McQuillan     | GT2  | 5       |
| Gérard McQuillan             | Porsche 911 GT2                | 22  | Alec Hammond         | GT2  | 5       |
| Estoril Racing Team          | Porsche 911 GT2                | 23  | Manuel Monteiro      | GT2  | 5-6     |
| Estoril Racing Team          | Porsche 911 GT2                | 23  | Michel Monteiro      | GT2  | 5-6     |
| Estoril Racing Team          | Porsche 993 Supercup           | 49  | Luis Marques         | GT3  | 2-3,6   |
| Philippe Charriol            | Venturi 400 Trophy             | 30  | Frédéric Lajoux      | GT3  | 5       |
| Philippe Charriol            | Venturi 400 Trophy             | 30  | Philippe Charriol    | GT3  | 5       |
| Riverside Compétition        | Venturi 400 Trophy             | 30  | Philippe Charriol    | GT3  | 1-4,6   |
| Riverside Compétition        | Venturi 400 Trophy             | 30  | Xavier Pompidou      | GT3  | 4       |
| Riverside Compétition        | Venturi 400 Trophy             | 30  | Frédéric Lajoux      | GT3  | 6       |
| Riverside Compétition        | Venturi 400 Trophy             | 40  | Thierry Depoix       | GT3  | toutes  |
| Riverside Compétition        | Venturi 400 Trophy             | 40  | Michel Krine         | GT3  | toutes  |
| Riverside Compétition        | Venturi 400 Trophy             | 41  | Jean-Claude Ruffier  | GT3  | toutes  |
| Riverside Compétition        | Venturi 400 Trophy             | 41  | Michel Baudoin       | GT3  | 1-2,4-6 |
| Riverside Compétition        | Venturi 400 Trophy             | 41  | Jean-Pierre Béchu    | GT3  | 3       |
| Riverside Compétition        | Venturi 400 Trophy             | 42  | Jean-Pierre Béchu    | GT3  | 4       |
| Riverside Compétition        | Venturi 400 Trophy             | 42  | Bernard Anquetil     | GT3  | 3       |
| Riverside Compétition        | Venturi 400 Trophy             | 42  | Anthony Georget      | GT3  | 3       |
| Riverside Compétition        | Venturi 400 Trophy             | 42  | James Ruffier        | GT3  | 4       |
| Riverside Compétition        | Lamborghini Diablo SV-R Trophy | 48  | Stéphane Leloup      | GT3  | 2,4     |
| Riverside Compétition        | Lamborghini Diablo SV-R Trophy | 48  | Jean-Yves Moine      | GT3  | 2,4     |
| Michel Laville Compétition   | Venturi 400 Trophy             | 31  | Michel Laville       | GT3  | 1       |
| Michel Laville Compétition   | Venturi 400 Trophy             | 31  | Olivier Leclère      | GT3  | 1       |
| JB Racing                    | Porsche 993 Supercup           | 32  | François Bourcier    | GT3  | 1,4     |
| JB Racing                    | Porsche 993 Supercup           | 32  | Frank Sevin          | GT3  | 4       |
| FC Compétition               | Venturi 400 Trophy             | 33  | Christian Fessy      | GT3  | 1-4     |
| FC Compétition               | Venturi 400 Trophy             | 33  | Cyrille Cuny         | GT3  | 1-4     |
| Lugdunum Racing              | Venturi 400 Trophy             | 34  | Patrick Lauber       | GT3  | toutes  |
| Lugdunum Racing              | Venturi 400 Trophy             | 34  | Didier Van Straaten  | GT3  | 1-2,4-6 |
| Lugdunum Racing              | Venturi 400 Trophy             | 45  | Jean-Louis Déglise   | GT3  | 1-4,6   |
| Lugdunum Racing              | Venturi 400 Trophy             | 45  | Christian Giraud     | GT3  | 1       |
| Bernard Ensenat              | Venturi 400 Trophy             | 35  | Bernard Ensenat      | GT2  | 1       |
| Bernard Ensenat              | Venturi 400 Trophy             | 35  | Bernard Ensenat      | GT3  | 4       |
| RS Racing Team               | Venturi 400 Trophy             | 36  | Maurice Roger        | GT3  | 1-2,4   |
| RS Racing Team               | Venturi 400 Trophy             | 36  | George Cabanne       | GT3  | toutes  |
| RS Racing Team               | Venturi 400 Trophy             | 36  | Eric Van de Vyver    | GT3  | 6       |
| RS Racing Team               | Porsche 993 Carrera RSR        | 39  | Laurent Sabatier     | GT3  | 3,6     |
| RS Racing Team               | Porsche 993 Carrera RSR        | 39  | Gilles Rousseau      | GT3  | 3,6     |
| SLM                          | Porsche 993 Supercup           | 37  | Jean-Pierre Comte    | GT3  | 1,4,6   |
| SLM                          | Porsche 993 Supercup           | 37  | Dominique Dumas      | GT3  | 1       |
| SLM                          | Porsche 993 Supercup           | 37  | Dany Snobeck         | GT3  | 4,6     |
| Jean-François Véroux         | Porsche 993 Supercup           | 43  | M.Boin               | GT3  | 1       |
| Jean-François Véroux         | Porsche 993 Supercup           | 43  | Jean-François Véroux | GT3  | 1       |
| Tillie Compétition           | Porsche 993 Supercup           | 44  | Jean-Marc Thévenot   | GT3  | 4,6     |
| Tillie Compétition           | Porsche 993 Supercup           | 75  | Philippe Tillie      | GT3  | 5-6     |
| Autovitesse                  | Marcos Mantis Challenge        | 44  | Howard Furr-Barton   | GT3  | 1       |
| Autovitesse                  | Marcos Mantis Challenge        | 64  | Howard Furr-Barton   | GT4  | 2,4-6   |
| DDO                          | Porsche 996 GT3 Cup            | 46  | Dominique Dupuy      | GT3  | 5       |
| DDO                          | Porsche 996 GT3 Cup            | 46  | François Fiat        | GT3  | 5       |
| Ullmann                      | Venturi 400 Trophy             | 47  | Philippe Ullmann     | GT3  | 2-6     |
| Ullmann                      | Venturi 400 Trophy             | 47  | Christian Demigneux  | GT3  | 2,4-6   |
| Ullmann                      | Venturi 400 Trophy             | 47  | Sébastien Philippe   | GT3  | 3       |
| Porsche Zentrum Willich      | Porsche 993 Carrera Cup        | 50  | Peter Wirichs        | GT3  | 2,5     |
| Jean-Paul Richard            | Porsche 993 Supercup           | 51  | Jean-Paul Richard    | GT3  | 2,6     |
| Jean-Paul Richard            | Porsche 993 Supercup           | 51  | Thierry Perrier      | GT3  | 2       |
| Gérard Lemercier Automobiles | Porsche 964 Carrera RS         | 52  | Gérard Lemercier     | GT3  | 4       |
| Gérard Lemercier Automobiles | Porsche 964 Carrera RS         | 52  | Patrice Cornaz       | GT3  | 4       |
| Stéphane Ratel               | Lamborghini Diablo SV-R Trophy | 53  | Stéphane Ratel       | GT3  | 3       |
| Eco Tec                      | Porsche 993 Supercup           | 54  | Helmut Reis          | GT3  | 2       |
| Eco Tec                      | Porsche 993 Supercup           | 54  | Mauricio Bajo        | GT3  | 2       |
| Mazué                        | Venturi 400 Trophy             | 55  | Philippe Mazué       | GT3  | 4       |
| Mazué                        | Venturi 400 Trophy             | 55  | Christian Loué       | GT3  | 4       |
| Manuel Nicolaidis            | Porsche 964 Carrera RSR        | 56  | Manuel Nicolaidis    | GT3  | 4       |
| Manuel Nicolaidis            | Porsche 964 Carrera RSR        | 56  | Gilles Rousseau      | GT3  | 4       |
| SB Racing Supertech          | Ferrari F355                   | 57  | Andrea Garbagnati    | GT3  | 4-5     |
| SB Racing Supertech          | Ferrari F355                   | 57  | Stefano Bucci        | GT3  | 4-6     |
| SB Racing Supertech          | Ferrari F355                   | 57  | Franco Scapini       | GT3  | 6       |
| Ditrans Ferrari France       | Ferrari F355 Challenge         | 60  | Michel Mora          | GT4  | 1-2,4-6 |
| Red Racing                   | Porsche 964 Carrera Cup        | 61  | Patrick Camus        | GT4  | 1       |
| Red Racing                   | Porsche 964 Carrera Cup        | 61  | Pascal Dro           | GT4  | 1       |
| Team Solladier               | Porsche 964 Carrera Cup        | 62  | Franck Solladier     | GT4  | 1,4-5   |
| Laurent Fresnais             | Porsche 964 Carrera Cup        | 63  | Laurent Fresnais     | GT4  | 1       |
| Laurent Fresnais             | Porsche 964 Carrera Cup        | 63  | Bruno Tondu          | GT4  | 1       |
| Perdrix                      | Porsche 964 Carrera Cup        | 66  | Gérard Perdrix       | GT4  | 4,6     |
| Philippe Brocard             | Porsche 964 Carrera Cup        | 67  | Philippe Brocard     | GT4  | 5-6     |
| Philippe Brocard             | Porsche 964 Carrera Cup        | 67  | André Gahinet        | GT4  | 5       |
| Philippe Brocard             | Porsche 964 Carrera Cup        | 67  | Roland Sommer        | GT4  | 6       |
| Lucien Guitteny              | Ferrari F355 Challenge         | 68  | Lucien Guitteny      | GT4  | 5       |
| Hayles                       | Marcos Mantis Challenge        | 69  | Curtis Hayles        | GT4  | 5       |
| Hayles                       | Marcos Mantis Challenge        | 69  | Kilian Konig         | GT4  | 5       |
| Brookspeed Racing Ltd.       | Marcos Mantis Challenge        | 69  | Kilian Konig         | GT4  | 6       |
| Brookspeed Racing Ltd.       | Marcos Mantis Challenge        | 69  | Alistair Konig       | GT4  | 6       |
| Brookspeed Racing Ltd.       | Marcos Mantis Challenge        | 70  | Neil Cunningham      | GT4  | 5-6     |
| Brookspeed Racing Ltd.       | Marcos Mantis Challenge        | 70  | Carl Breeze          | GT4  | 5       |
| Brookspeed Racing Ltd.       | Marcos Mantis Challenge        | 70  | Curtis Hayles        | GT4  | 6       |
| Lompech                      | Renault Spider Trophy          | 71  | Olivier Martin       | GT4  | 5       |
| Drapeau du Royaume-Uni       | Marcos Mantis Challenge        | 73  | Nick Staveley        | GT4  | 5       |
| Drapeau du Royaume-Uni       | Marcos Mantis Challenge        | 73  | Jack Holloway        | GT4  | 5       |
| Team Ren Car Compétition     | Renault Spider Trophy          | 74  | James Ruffier        | GT4  | 5       |
| Team Ren Car Compétition     | Renault Spider Trophy          | 74  | Andrea Belicchi      | GT4  | 5       |
| Drapeau du Royaume-Uni       | Marcos Mantis Challenge        | 77  | Simon Jackson        | GT4  | 5       |
| Drapeau du Royaume-Uni       | Marcos Mantis Challenge        | 77  | Liles                | GT4  | 5       |
| Pilotage Passion             | Porsche 964 Carrera Cup        | 78  | Erick Rumpler        | GT4  | 5-6     |
| Pilotage Passion             | Porsche 964 Carrera Cup        | 78  | Eric Van de Vyver    | GT4  | 5       |
| Pilotage Passion             | Porsche 964 Carrera Cup        | 78  | Arnaud Peyroles      | GT4  | 6       |
| Pilotage Passion             | Porsche 964 Carrera Cup        | 79  | François Thomas      | GT4  | 5       |
| Pilotage Passion             | Porsche 964 Carrera Cup        | 79  | Christian Beau       | GT4  | 6       |
| Pilotage Passion             | Porsche 964 Carrera Cup        | 79  | Bernard Al Bouy      | GT4  | 5       |
| Pilotage Passion             | Porsche 964 Carrera Cup        | 83  | Bernard Al Bouy      | GT4  | 6       |
| MAC Racing                   | Porsche 993 Supercup           | 80  | Mario Sala           | GT3  | 5       |
| MAC Racing                   | Porsche 993 Supercup           | 80  | Dario Cerati         | GT3  | 5       |
| MC Motorsport                | Mazda RX-7                     | 81  | Ademaro Massa        | GT3  | 6       |
| MC Motorsport                | Mazda RX-7                     | 81  | Emmanuele Massa      | GT3  | 6       |
| Perrier                      | Porsche 993 Carrera RSR        | 82  | Thierry Perrier      | GT3  | 6       |
| Davies                       | Marcos Mantis Challenge        | 84  | Andrew Davies        | GT4  | 6       |
| Davies                       | Marcos Mantis Challenge        | 84  | Mike Neuman          | GT4  | 6       |
| Auto Kremer                  | Lamborghini Diablo SV-R Trophy | 88  | Peter Worm           | GT3  | 6       |
| Auto Kremer                  | Lamborghini Diablo SV-R Trophy | 88  | Frank Kremer         | GT3  | 6       |
| Jürgen Alzen Motorsport      | Porsche 996 GT3 Cup            | 89  | Paul Hulverscheid    | GT3  | 6       |
| Pitline                      | Porsche 944 Turbo Cup          | 94  | Eric Gallardo        | GT4  | 1-3,6   |
| Pitline                      | Porsche 944 Turbo Cup          | 94  | Gérald Garcia        | GT4  | 1-3     |
| Pitline                      | Porsche 944 Turbo Cup          | 94  | Hervé Gremion        | GT4  | 6       |

| Icône | Catégorie                                                                               |
| ----- | --------------------------------------------------------------------------------------- |
| GT2   | GT2: Voitures du règlement FIA-GT2 et FIA-GT1 modifiées                                 |
| GT3   | GT3: Voitures des Coupes monotypes, rapport poids puissance égal à 1 100 kg/300 ch      |
| GT4   | GT4: Voitures des Coupes monotypes, rapport poids puissance inférieur à 1 100 kg/300 ch |

## Calendrier de la saison 1998
| Manche | Manche | Date         | Meeting                           | Circuit                       | Lieu                    | Région/Pays               |
| ------ | ------ | ------------ | --------------------------------- | ----------------------------- | ----------------------- | ------------------------- |
| 1      | C1     | 12 avril     | Coupes de Pâques F3 France        | Circuit Paul Armagnac         | Nogaro                  | Midi-Pyrénées, France     |
| 1      | C2     | 12 avril     | Coupes de Pâques F3 France        | Circuit Paul Armagnac         | Nogaro                  | Midi-Pyrénées, France     |
| 2      | C1     | 10 mai       | GTP-Weekend                       | Circuit de Spa-Francorchamps  | Francorchamps           | Région wallonne, Belgique |
| 2      | C2     | 10 mai       | GTP-Weekend                       | Circuit de Spa-Francorchamps  | Francorchamps           | Région wallonne, Belgique |
| 3      | C1     | 14 juin      | Trophée d'Auvergne F3 France      | Circuit de Charade            | Saint-Genès-Champanelle | Auvergne, France          |
| 3      | C2     | 14 juin      | Trophée d'Auvergne F3 France      | Circuit de Charade            | Saint-Genès-Champanelle | Auvergne, France          |
| 4      | C1     | 11 juillet   | FIA GT Dijon 500km                | Circuit Dijon-Prenois         | Prenois                 | Bourgogne, France         |
| 4      | C2     | 11 juillet   | FIA GT Dijon 500km                | Circuit Dijon-Prenois         | Prenois                 | Bourgogne, France         |
| 5      | C1     | 20 septembre | Coupes d'Automne ISRS / F3 France | Circuit Bugatti               | Le Mans                 | Pays de la Loire, France  |
| 5      | C2     | 20 septembre | Coupes d'Automne ISRS / F3 France | Circuit Bugatti               | Le Mans                 | Pays de la Loire, France  |
| 6      | C1     | 18 octobre   | Finale Magny-Cours                | Circuit de Nevers Magny-Cours | Magny-Cours             | Bourgogne, France         |
| 6      | C2     | 18 octobre   | Finale Magny-Cours                | Circuit de Nevers Magny-Cours | Magny-Cours             | Bourgogne, France         |

## Résultats de la saison 1998
| Manche | Manche | Meeting                           | Vainqueur GT2                      | Vainqueur GT3                      | Vainqueur GT4                 |
| ------ | ------ | --------------------------------- | ---------------------------------- | ---------------------------------- | ----------------------------- |
| 1      | C1     | Coupes de Pâques                  | #1 Larbre Compétition              | #40 Riverside Compétition          | #60 Ditrans                   |
| 1      | C1     | Coupes de Pâques                  | Patrice Goueslard Marc Sourd       | Thierry Depoix Michel Krine        | Michel Mora                   |
| 1      | C2     | Coupes de Pâques                  | #2 Sonauto-Levallois               | #40 Riverside Compétition          | #60 Ditrans                   |
| 1      | C2     | Coupes de Pâques                  | Jean-Pierre Jarier François Lafon  | Thierry Depoix Michel Krine        | Michel Mora                   |
| 2      | C1     | GTP-Weekend                       | #2 Sonauto-Levallois               | #45 Lugdunum Racing                | #60 Ditrans                   |
| 2      | C1     | GTP-Weekend                       | Jean-Pierre Jarier François Lafon  | Jean-Louis Déglise                 | Michel Mora                   |
| 2      | C2     | GTP-Weekend                       | #2 Sonauto-Levallois               | #45 Lugdunum Racing                | #60 Ditrans                   |
| 2      | C2     | GTP-Weekend                       | Jean-Pierre Jarier François Lafon  | Jean-Louis Déglise                 | Michel Mora                   |
| 3      | C1     | Trophées d'Auvergne               | #1 Larbre Compétition              | #49 Estoril Racing Team            | Pas de GT4                    |
| 3      | C1     | Trophées d'Auvergne               | Patrice Goueslard Marc Sourd       | Luis Marques                       | Pas de GT4                    |
| 3      | C2     | Trophées d'Auvergne               | #2 Sonauto-Levallois               | #39 RS Racing Team                 | #94 Pitline                   |
| 3      | C2     | Trophées d'Auvergne               | Jean-Pierre Jarier François Lafon  | Laurent Sabatier Gilles Rousseau   | Eric Gallardo Gérald Garcia   |
| 4      | C1     | FIA GT Dijon 500km                | #2 Sonauto-Levallois               | #45 Lugdunum Racing                | #64 Autovitesse               |
| 4      | C1     | FIA GT Dijon 500km                | Jean-Pierre Jarier François Lafon  | Jean-Louis Déglise                 | Howard Furr-Barton            |
| 4      | C2     | FIA GT Dijon 500km                | #1 Larbre Compétition              | #40 Riverside Compétition          | #64 Autovitesse               |
| 4      | C2     | FIA GT Dijon 500km                | Patrice Goueslard Marc Sourd       | Thierry Depoix Michel Krine        | Howard Furr-Barton            |
| 5      | C1     | Coupes d'Automne ISRS             | #1 Larbre Compétition              | #46 DDO                            | #74 Team Ren Car Compétition  |
| 5      | C1     | Coupes d'Automne ISRS             | Patrice Goueslard Marc Sourd       | Dominique Dupuy François Fiat      | James Ruffier Andrea Belicchi |
| 5      | C2     | Coupes d'Automne ISRS             | #1 Larbre Compétition              | #58 Paul Belmondo Racing           | #70 Brookspeed Racing Ltd.    |
| 5      | C2     | Coupes d'Automne ISRS             | Patrice Goueslard Marc Sourd       | Paul Belmondo Claude-Yves Gosselin | Neil Cunningham Carl Breeze   |
| 6      | C1     |                                   | #1 Larbre Compétition              | #58 Paul Belmondo Racing           | #78 Pilotage Passion          |
| 6      | C1     | Patrice Goueslard Marc Sourd      | Paul Belmondo Claude-Yves Gosselin | Erick Rumpler Arnaud Peyroles      |                               |
| 6      | C2     | #2 Sonauto-Levallois              | #58 Paul Belmondo Racing           | #70 Brookspeed Racing Ltd.         |                               |
| 6      | C2     | Jean-Pierre Jarier François Lafon | Paul Belmondo Claude-Yves Gosselin | Neil Cunningham Curtis Hayles      |                               |